# Euplexia callisina
Euplexia callisina är en fjärilsart som beskrevs av Turner 1902. Euplexia callisina ingår i släktet Euplexia och familjen nattflyn. Inga underarter finns listade i Catalogue of Life.